# Hang On to Yourself
Hang On to Yourself är en låt av David Bowie som gavs ut som singel 1971 med bandet Arnold Corns, ett sidoprojekt Bowie ägnade sig åt under Ziggy Stardust-eran. Låten finns med på albumet The Rise and Fall of Ziggy Stardust and the Spiders from Mars från 1972.